# Campremoldo Sopra
Campremoldo Sopra (Camparmold in dialetto piacentino) è una frazione del comune italiano di Gragnano Trebbiense, in provincia di Piacenza.
Situato in una zona di pianura nei pressi del torrente Luretta ha spiccata vocazione agricola e una popolazione di circa 350 abitanti.
Il centro abitato è attraversato dal 45º parallelo, la linea equidistante fra il polo nord e l'equatore.

## Origini del nome
Secondo la teoria più accreditata, il nome deriverebbe dalla presenza nella zona di aldi, termine longobardo che indicava i contadini liberi, non legati alla terra come i servi della gleba.
Un'altra fa derivare il nome dal latino campus mortuorum essendo state rinvenute nei suoi pressi delle sepolture di ufficiali romani, galli e cartaginesi morti nella battaglia della Trebbia.

## Storia
La presenza umana nella zona di Campremoldo Sopra è accertata sin dalla Preistoria: durante lo scavo di un lago artificiale per l'irrigazione sono state, infatti, ritrovate alcune amigdale e resti di falò preistorici. In epoca romana, nel 218 a.C., la zona fu interessata dalla battaglia della Trebbia che vide contrapporsi l'esercito cartaginese guidato da Annibale all'esercito romano, posto sotto il comando del console Tiberio Sempronio Longo, che, attirato a combattere nei terreni paludosi situati nei pressi del greto del torrente Luretta, subì una pesante sconfitta, venendo costretto a riparare su Piacenza..
Nel 1160 uno dei consoli del comune di Piacenza era un certo "Rangone da Campremoldo", citato anche nelle guerre tra l'imperatore Federico Barbarossa e i comuni, capeggiati da Milano.
La zona di Campremoldo Sopra, specialmente i suoi castelli, fu teatro di scontri tra guelfi e ghibellini: originariamente il paese apparteneva alla fazione ghibellina che riparava verso Campremoldo quando la città di Piacenza era in mano guelfa; il centro fu, poi, espugnato dai guelfi il 9 giugno 1314.
Nella guerra tra i Visconti e la chiesa il paese fu fedele ai signori di Milano sin dal 1335, posizione che costò un assedio delle truppe papali nel 1373 che culminò con la conquista di Castelvecchio.
Nel 1527 Campremoldo fu attraversato dall'esercito dei mercenari tedeschi lanzichenecchi. Nel 1529 il conte Marcoantonio Scotti venne insignito del titolo di Cavaliere della milizia dorata da parte del re di Spagna Carlo V; successivamente, Marcoantonio fu nominato conte di Castelbosco il 23 marzo 1546 dal duca Pier Luigi Farnese.
Nel 1624 il pieno possesso della zona di Campremoldo Sopra e Sotto e dei castelli fu concesso al conte Annibale Scotti ad opera della camera ducale farnesiana presieduta dal duca Odoardo I Farnese.
Nel 1636 Castelvecchio fu saccheggiato dalle truppe spagnole nell'ambito del conflitto tra questi ultimi e i francesi appoggiati da Odoardo Farnese.
Nel 1737 il pittore Giovanni Battista Tagliasacchi trovò la sua morte a Castelbosco; l'avvenimento è commemorato da una targa posta all'interno della chiesa.
Durante la seconda guerra mondiale, verso la fine del febbraio 1944, giunse a Campremoldo Sopra la divisione Turkestan, divisione dell'esercito tedesco composta in larga parte da abitanti del Caucaso, comunemente chiamati mongoli, e comandata da ufficiali tedeschi. La divisione fece base a Campremoldo per poi salire sulle montagne allo scopo di attaccare le formazioni di partigiani che vi risiedevano.

## Monumenti e luoghi d'interesse

### Architetture religiose
Chiesa di San Pietro ApostoloLa prima pietra della chiesa è stata posata nel 1679 e la costruzione è terminata circa due anni dopo. La costruzione è sorta come ampliamento della chiesa precedente, già presente nel 1484. L'edificio presenta decorazioni in stile barocco. Nel 1700 fu alzata anche la torre campanaria, per adattare la precedente costruzione risalente all'XI secolo alle dimensioni della nuova chiesa. Fino al 1636 erano presenti due chiese nella frazione: oltre alla chiesa di San Pietro ve ne era un'altra, dedicata a San Siro; in quell'anno i soldati spagnoli, bruciarono la seconda chiesa, distruggendola.

### Architetture militari

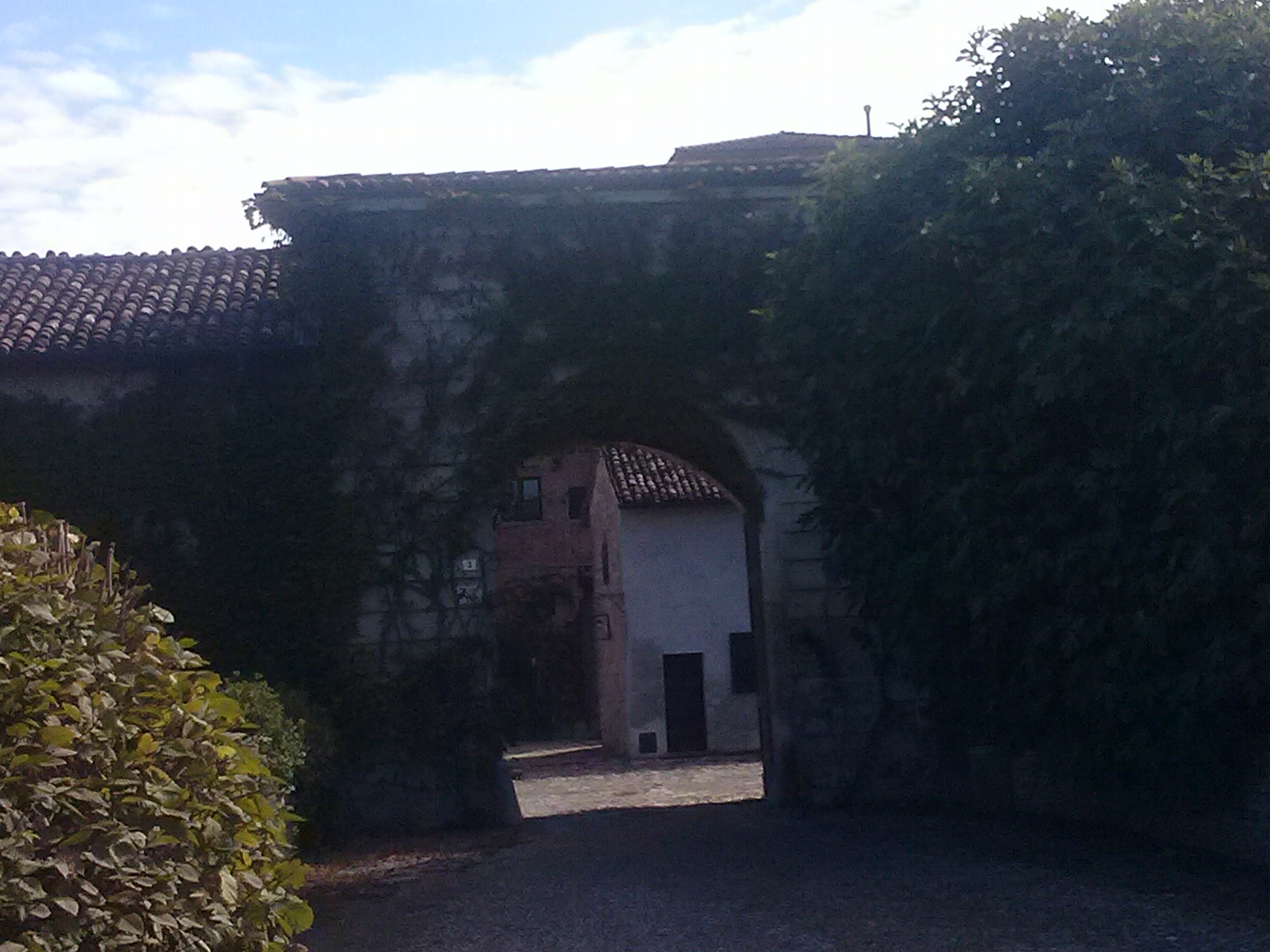
L'ingresso di Castelbosco

Nei dintorni di Campremoldo Sopra si trovano due castelli, mentre di un terzo, andato distrutto, non resta più niente: 
CastelvecchioCostruzione più antica della zona di Campremoldo, di edificazione incerta e già citato tra i beni della famiglia Pecorara al termine de XII secolo. Nel 1372 venne conauistato da truppe al soldo del papa che avevano invaso il piacentino, mentre nel XVII secolo subì la distruzione nel corso della guerra che vide opposto Odoardo I Farnese alla Spagna. Dell'edificio originale rimane un corpo con tracce di un ponte levatoio e una corte composta da edificio ammalorati parzialmente trasformati a uso residenziale: gran parte di queste strutture sarebbero, comunque ricostruzioni edificate sulla base dei corpi originali. Secondo una leggenda all'interno è sepolto un tesoro, mai trovato nonostante siano state condotte diverse campagne di scavi.
CastelboscoSituato nelle vicinanze del centro abitato di Campremoldo Sopra, è citato per la prima volta in un documento del 1314; nel 1482 venne ricostruito a opera di Antonio Maria Scotti. Secondo alcune versioni al suo interno trovò la morte, nel 1737, il pittore Giovanni Battista Tagliasacchi. L'edificio che presenta una pianta rettangolare con due torri, una centrale che ha subito forti rimaneggiamenti e una che è stata abbassata al livello delle mura, è stato adibito a azienda agricola e ospita il Museo della merda.
CastellaroOriginariamente posto nelle vicinanze della chiesa di San Pietro a Campremoldo Sopra, del forte non rimangono tracce, se non nel toponimo. Secondo una leggenda l'edificio nasconderebbe un passaggio segreto di collegamento con Castelvecchio.
Caminata di San SistoFattoria rurale fortificata situata nelle vicinanze della frazione, in località Camminata. Nel 1433 passò tra i possedimenti del monastero di San Sisto di Piacenza venendo, in seguito a ciò, presidiata dai frati del monastero. Nel 1799, durante la battaglia della Trebbia combattuta tra le truppe francesi e quelle austro-russe, fu sede del quartier generale austro-russo ospitando il generale Suvorov. Requisito da Napoleone nel 1805, l'edificio è stato successivamente adattato a dimora signorile.